# Сварт, Елена
Елена Сварт (25 октября 1859, Амстердам — 20 июня 1941, Велп) — нидерландская поэтесса, автор сонетов, супруга поэта Фридриха Лапидота.

## Биография
Елена Сварт родилась в семье купца, бывшего некоторое время послом Нидерландов в Португалии. Выросла в Брюсселе, где получила домашнее образование, в 1869 году вернулась в Амстердам, с 1871 года вновь жила в Брюсселе и училась во французском интернате. С 1884 года жила в Мехелене, затем вышла замуж за поэта Фридриха Лапидота. Брак не был счастливым и продлился с 1894 по 1910 год. После развода проживала в основном в Гааге. Писать стихи продолжала до глубокой старости. В последние годы жизни страдала от одиночества и лишнего веса.
На литературное поприще впервые (в 1879 и 1882 годах) выступила двумя сборниками стихотворений на французском языке, «Fleurs du rêve» (1879) и «Les printanières» (1882), но впоследствии по совету Поля де Мона перешла на нидерландский. На родном языке были изданы (преимущественно в форме сонетов) следующие её произведения: «Eenzame bloemen» (1884), «Blauwe bleemen» (1884), «Beelden en stemmen» (1887), «Aquarellen» (1888), «Sneeuwvlokken» (1888), «Rouwviolen» (1889), «Passiebloemen» (1891), «Poezie» (1893), «Blanke duiven» (1895), а также ряд прозаических сочинений. Критиками её поэзия оценивалась в целом высоко, иногда как «чересчур сентиментальная», а также как «сладкая, домашняя»; её творчество высоко ценил Виллем Клосс, называвший её «поющим сердцем Голландии».